# 바르셀로나 의자

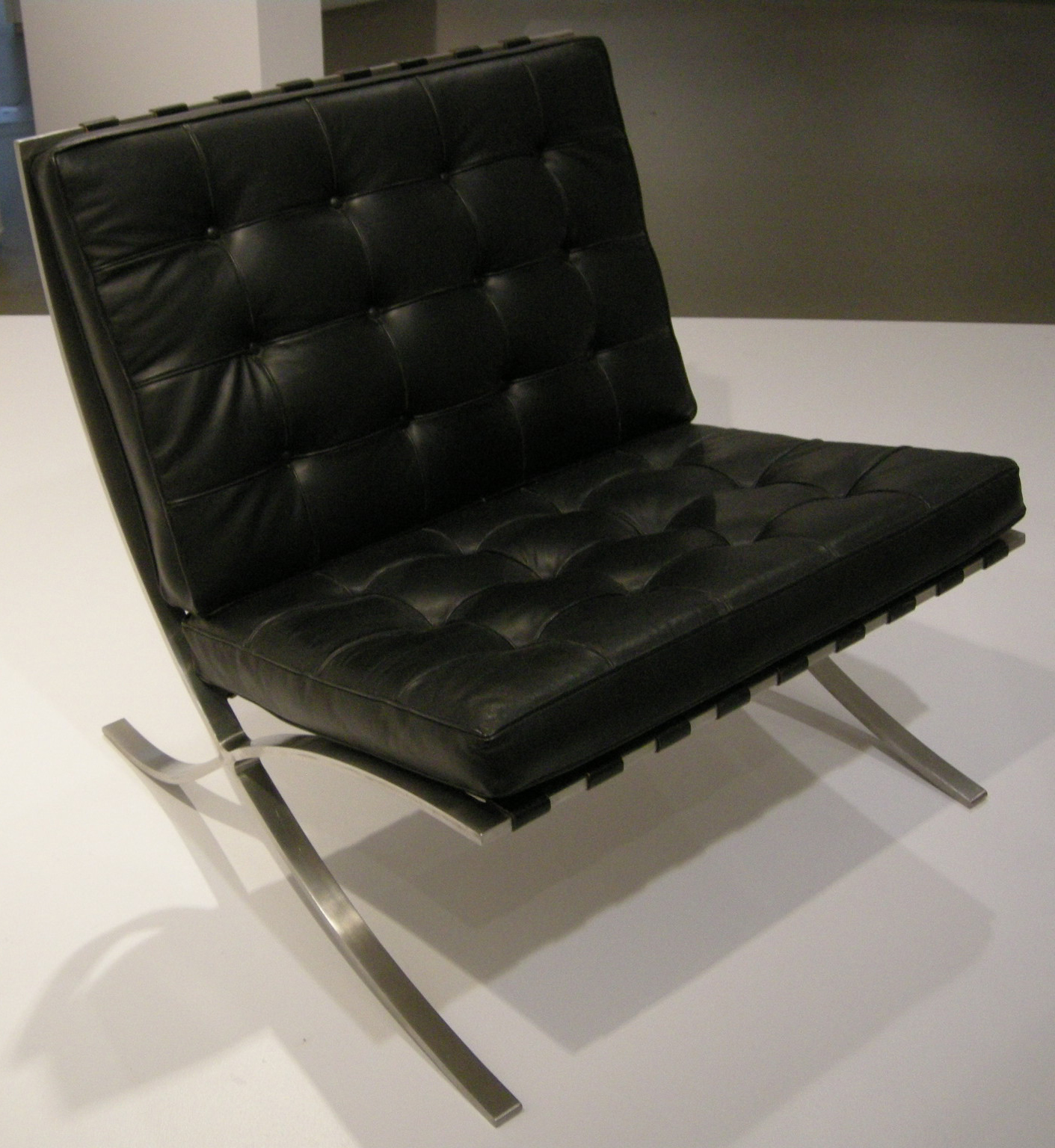

바르셀로나 의자(Barcelona Chair)는 1929년 루트비히 미스 반 데어 로에가 설계한 의자이다. 본래 1929년 바르셀로나 만국박람회 독일관에 비치하기 위해 주문제작한 것이었는데, 이후 양산되었다.

## 같이 보기
- 바르셀로나 독일관
- 바우하우스
- 루트비히 미스 판 데어 로에